# Hermann Spamer

Hermann Spamer

Hermann Spamer (* 3. Juni 1830 in Hermannstein bei Wetzlar; † 5. November 1905 in Gießen) war ein deutscher Manager in der Montanindustrie.

## Leben
Spamer, Sohn eines Pfarrers, studierte ab 1858 Naturwissenschaften an der Universität Gießen, wo er Mitglied des Corps Teutonia war. Mit der Wahl des Studienfachs wenig zufrieden, praktizierte er zunächst in verschiedenen Bergwerken und Hütten und wechselte zum Wintersemester 1861/1862 endgültig zum Bergfach, indem er das Studium an der Bergakademie Freiberg aufnahm, wo er sich dem Corps Franconia anschloss. 1863/1864 studierte er Eisenhüttenkunde an der Universität Leoben. Hier schloss er sich dem Corps Tauriscia an.
Spamer trat 1867 als technischer Direktor bei der Ilseder Hütte ein, die unter seiner Leitung einen erheblichen Aufschwung nahm. Ab 1868 gehörte er auch dem Vorstand des Unternehmens an. Er führte 1871 das Flussspat-Verfahren und 1879 das Thomas-Verfahren ein. Die Produktion der Ilseder Hochöfen verzehnfachte sich unter Spamers Leitung. 1898 trat er als Direktor in den Ruhestand. 1899 wurde er in den Aufsichtsrat des Unternehmens gewählt. Dem Aufsichtsrat des Peiner Walzwerks gehörte er schon seit etwa 1875/1876 an.